# Панов, Сергей Алексеевич
Сергей Алексеевич Панов (род. 3 сентября 1964, Крюково, Липецкая область, РСФСР, СССР) — российский политический и государственный деятель. Глава администрации городского округа города Ельца с 2010 по 2019 гг.

## Биография
Сергей Алексеевич Панов родился 3 сентября 1964 год в деревне Крюково, Липецкой области. Окончил Воронежский государственный аграрный университет имени К. Д. Глинки, работал водителем и инженером. В 2006 был избран председателем городского совета депутатов в Ельце.
После ухода Виктора Соковых, губернатор Олег Королёв поддержал выдвижение Панова партией «Единая Россия». Против этого выступил миллионер Владимир Лисин, предлагавший кандидатуру популярного в Ельце бизнесмена Игоря Тинькова. В конце концов Тиньков был исключён из партии и снят с выборов.
Основное соперничество развернулось между Пановым и представителем ЛДПР П. Евграфовым. Обе стороны пытались уличить друг друга в нарушениях: Евграфов обвинял штаб Панова в незаконной агитации, подкупе избирателей и вбросе бюллетеней, а сторонники Панова Евграфова — в покупке голосов за портвейн и давлении на избирательные комиссии. В итоге Панов набрал около 50 % голосов, что обеспечило ему победу. Политологи сочли главной причиной выигрыша поддержку со стороны губернатора и низкую квалификацию соперника.